# Bruchsal
Bruchsal és una ciutat d'Alemanya, a l'Estat federat de Baden-Württemberg, amb una població de 42.000 habitants, situada a l'oest de Kraichgau i a 20 km del nord de Karlsruhe, al Districte de Karlsruhe. La ciutat és coneguda per ser el mercat més gran d'espàrrecs d'Europa.